# Bahnradsport-Weltmeisterschaften 1903

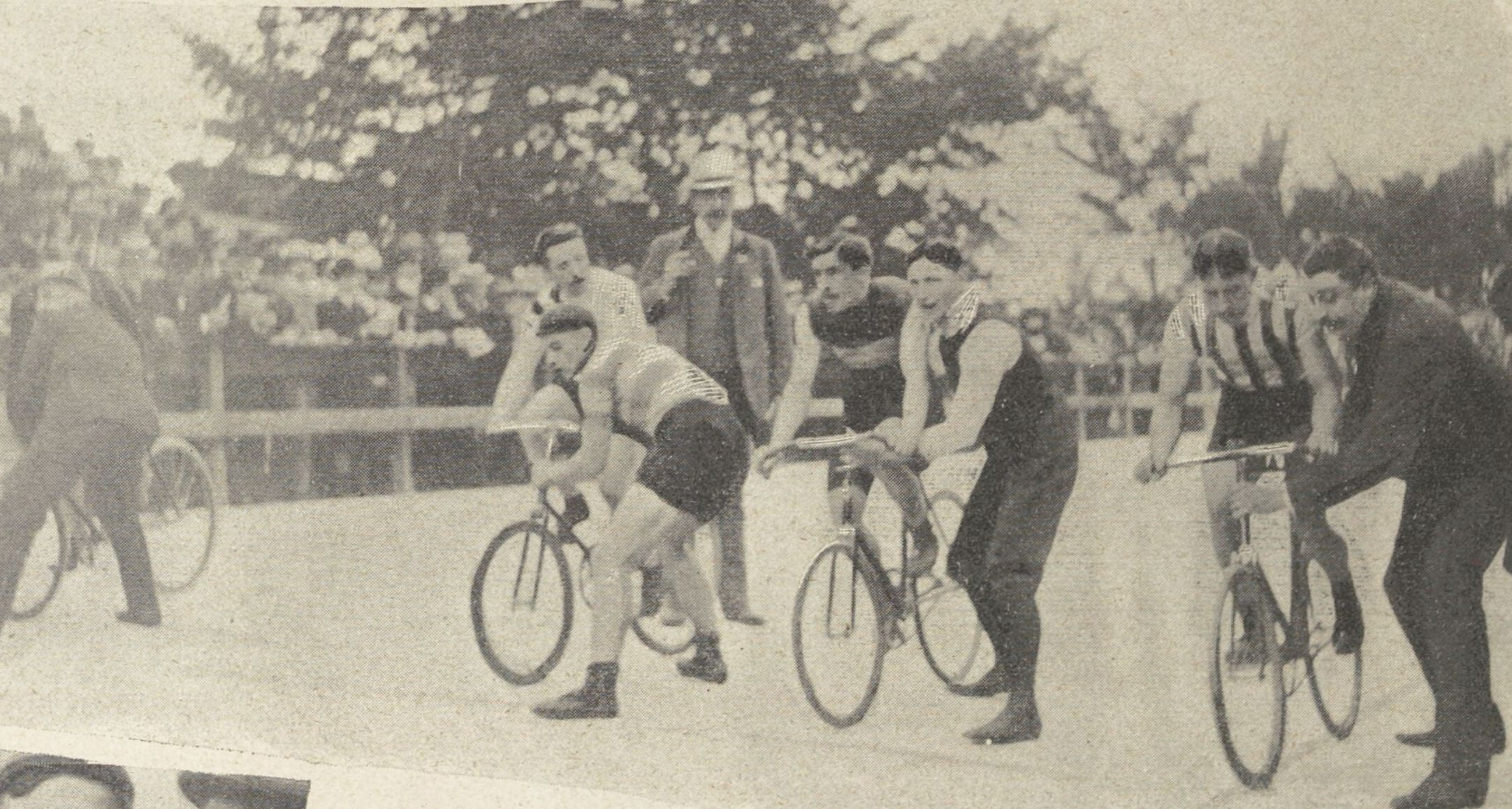
Steherrennen über 100 km der Berufsfahrer.

Die Bahnradsport-Weltmeisterschaften 1903 fanden am 16. und 20. bis 22. August 1903 auf der Radrennbahn in Ordrup bei Kopenhagen statt.
An den Weltmeisterschaften nahmen Rennfahrer aus neun Nationen teil. Die Wettbewerbe fanden täglich vor rund 8000 Zuschauern statt, darunter die dänische kronprinzliche Familie.
Beim Titelkampf der Amateur-Sprinter kam es zum Skandal und Tumulten aufgrund verschiedener Proteste der Fahrer. Den Endlauf gewann zunächst der Deutsche Walter Engelmann, der aber bei der Siegerehrung nicht den Siegerkranz überreicht bekam. Der Lauf wurde am 26. September in London vor Beginn eines Fußballspiels wiederholt, aber nur zwischen Reed und Benyon; Engelmann musste seine Teilnahme aus beruflichen Gründen absagen und ging leer aus.

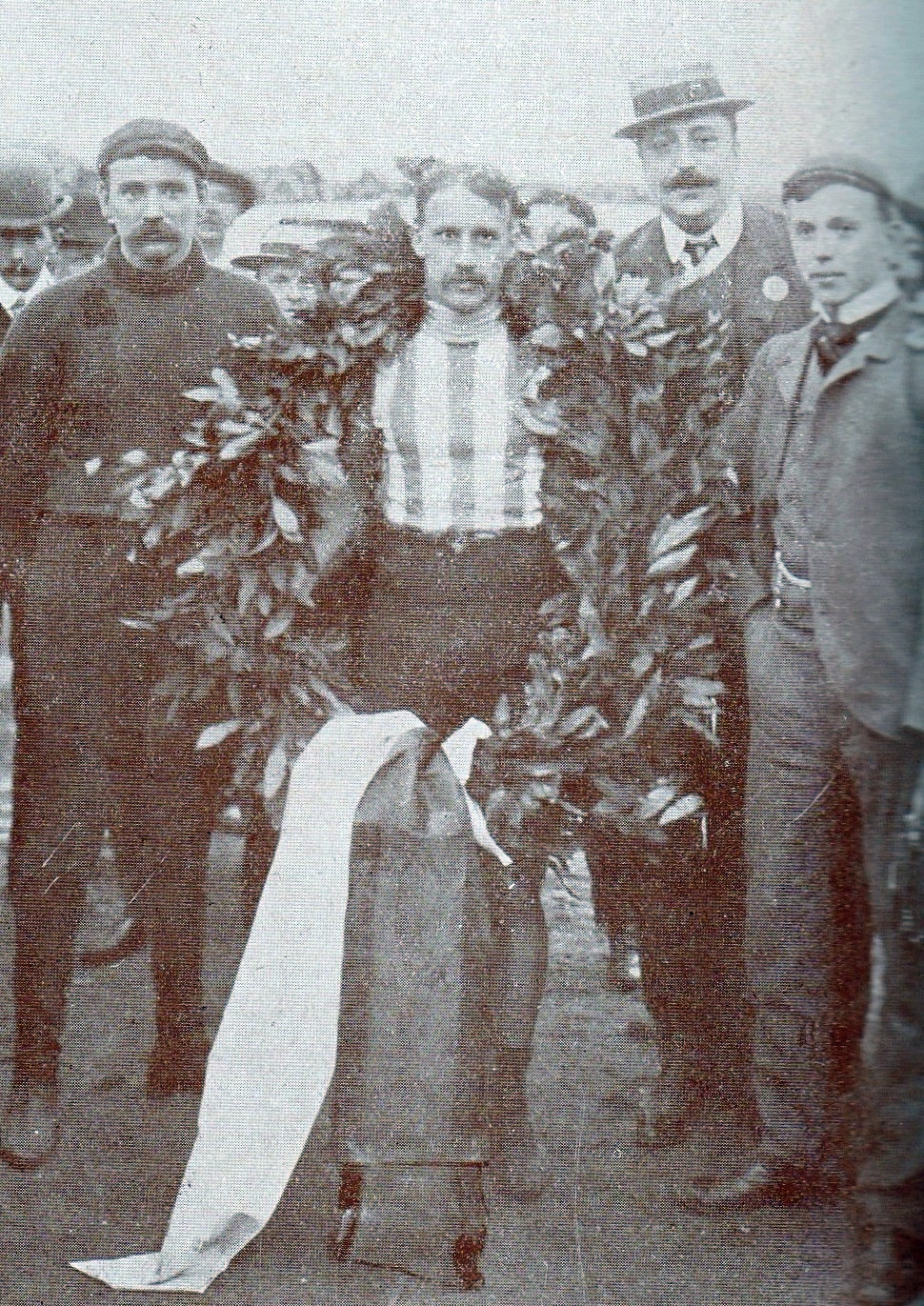
Piet Dickentman wurde in Kopenhagen Weltmeister der Berufs-Steher.

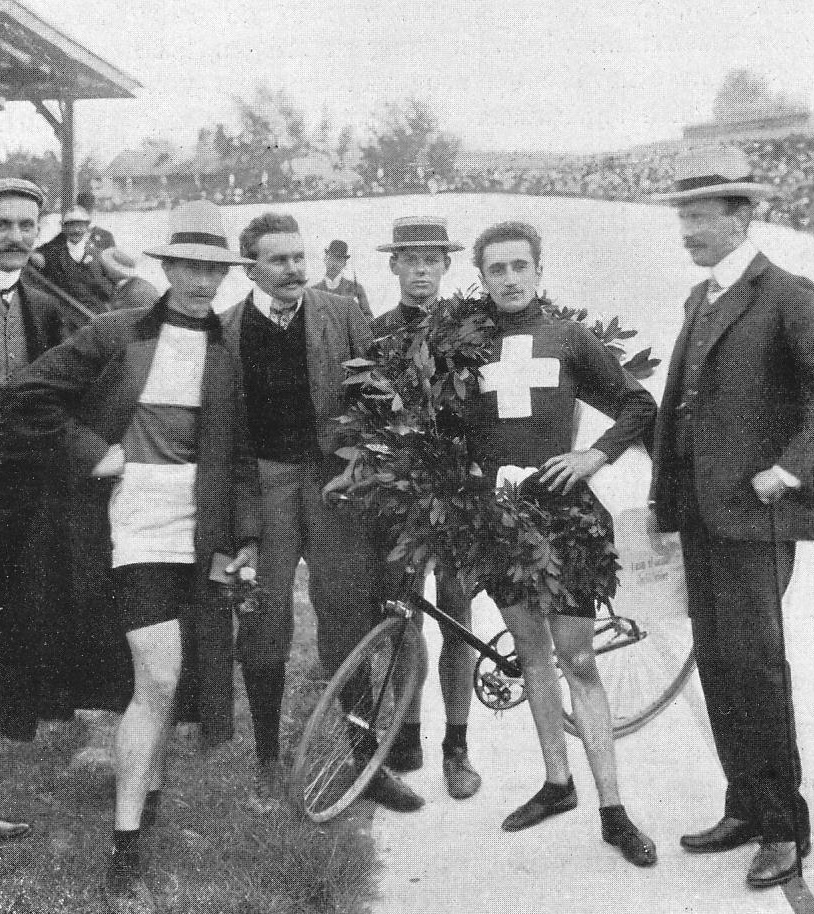
Edmond Audemars wurde in Kopenhagen Weltmeister der Amateur-Steher.

Berufsfahrer
| Disziplin                | Platz | Land            | Athlet                         |
| ------------------------ | ----- | --------------- | ------------------------------ |
| Fliegerrennen über 2 km  | 1     | Dänemark        | Thorvald Ellegaard             |
|                          | 2     | Deutsches Reich | Willy Arend                    |
|                          | 3     | Niederlande     | Harrie Meyers                  |
| Steherrennen über 100 km | 1     | Niederlande     | Piet Dickentman                |
|                          | 2     | Deutsches Reich | Thaddäus Robl                  |
|                          | 3     | Deutsches Reich | Alfred Görnemann/Werner Krüger |

Amateure
| Disziplin                | Platz | Land                   | Athlet                            |
| ------------------------ | ----- | ---------------------- | --------------------------------- |
| Fliegerrennen über 2 km  | 1     | Vereinigtes Königreich | Arthur L. Reed                    |
|                          | 2     | Vereinigtes Königreich | Jimmy S. Benyon                   |
|                          | 3     | Dänemark               | Carl Hellemann                    |
| Steherrennen über 100 km | 1     | Schweiz                | Edmond Audemars/Werner Krüger     |
|                          | 2     | Königreich Italien     | Vittorio Carlevaro/Giulio Picollo |
|                          | 3     | Deutsches Reich        | Reinhold Herzog                   |